# Gewone chuckwalla
De chuckwalla (Sauromalus ater) is een hagedis uit de familie leguanen (Iguanidae).

## Naam en indeling
De Nederlandstalige naam chuckwalla komt uit het Engels, maar wordt voor deze soort algemeen gebruikt. De wetenschappelijke naam van de soort werd voor het eerst voorgesteld door André Marie Constant Duméril in 1856. De soort werd later beschreven als Euphryne obesus en Sauromalus obesus, deze laatste naam wordt in de literatuur nog vaak gebruikt.

### Ondersoorten
Er worden vijf ondersoorten erkend, welke onderstaand zijn weergegeven met de auteur en het verspreidingsgebied.
| Naam                            | Auteur               | Verspreidingsgebied                 |
| ------------------------------- | -------------------- | ----------------------------------- |
| Sauromalus ater ater            | Duméril, 1856        | De rest van het verspreidingsgebied |
| Sauromalus ater multiforminatus | Tanner & Avery, 1964 | Verenigde Staten (Arizona, Utah)    |
| Sauromalus ater shawi           | Cliff, 1958          | ?                                   |
| Sauromalus ater townsendi       | Dickerson, 1919      | Mexico                              |
| Sauromalus ater tumidus         | Shaw, 1945           | ?                                   |

## Uiterlijke kenmerken
De chuckwalla heeft een plompe lichaamsbouw, de romp is zowel plat als breed en de poten staan naar buiten. De staart is relatief kort en eindigt in een stompe staartpunt, de staart is ongeveer net zo lang als het lichaam. Bij veel andere leguanen is de staart minstens de helft langer. De lichaamslengte varieert van 25 tot 30 centimeter met uitschieters tot ongeveer 45 cm. Na het gilamonster (Heloderma suspectum) is het de grootste hagedis die in de Verenigde Staten voorkomt.
De buik kan sterk worden afgeplat zodat het lichaamsoppervlak sterk wordt vergroot en het lichaam meer zonnewarmte kan opnemen. De huid in de nek en langs de flanken zit erg los, vooral bij oudere dieren. Dit wordt veroorzaakt door huidplooien aan weerszijden van de buik en nek. Door de ruwe schubben voelt de huid aan als schuurpapier.
De kleur is bruingrijs tot grijs, sommige exemplaren vertonen groengrijze kleuren. Op de rug zijn kleine lichte vlekjes gelegen die een donkere, brede bandering hebben en ook de staart is gebandeerd. Jongere dieren zijn sterker gevlekt en gebandeerd met een sterker contrast maar de tekening vervaagt met de jaren. Vrouwtjes veranderen qua tekening niet veel, maar bij de mannetjes kleurt de basiskleur roodbruin tot bruingeel en verdwijnen de kleine vlekjes, de kop kleurt zeer donker tot zwart. Mannetjes worden ook forser en langer, hebben een dikkere staartwortel en duidelijk zichtbare femorale poriën, die dienen om geurstoffen af te geven.

## Levenswijze
Deze leguaan is overdag actief en schuilt 's nachts tussen rotsspleten. In de winterperiode wordt een winterslaap gehouden, de hagedis komt na enkele maanden weer tevoorschijn. Het voedsel bestaat op jonge leeftijd voor een belangrijk deel uit insecten maar al snel gaat de leguaan steeds meer plantendelen eten. Geslachtsrijpe exemplaren zullen de meeste levende prooidieren zelfs negeren, en slechts af en toe een keer toehappen. Ze eten dan voornamelijk bloemen, vruchten, bladeren of de gehele plant als deze niet houtachtig is. Ze lijken net als andere bloem-etende hagedissen een voorkeur te hebben voor geel gekleurde bloemen. Bij voedselschaarste stopt hij met het leggen van eieren.

## Verspreiding en habitat

Verspreidingsgebied in het oranje.

De chuckwalla komt voor in Mexico en in de Verenigde Staten in de staten Californië, Nevada, Utah en Arizona. De chuckwalla houdt van dorre en warme gebieden met rotsen, stenen of een vulkanische ondergrond met veel schuilplaatsen. De habitat bestaat uit woestijnen zoals de Sonorawoestijn of in bergstreken met een schrale vegetatie tot bijna 1400 meter boven zeeniveau.

## Voortplanting en ontwikkeling

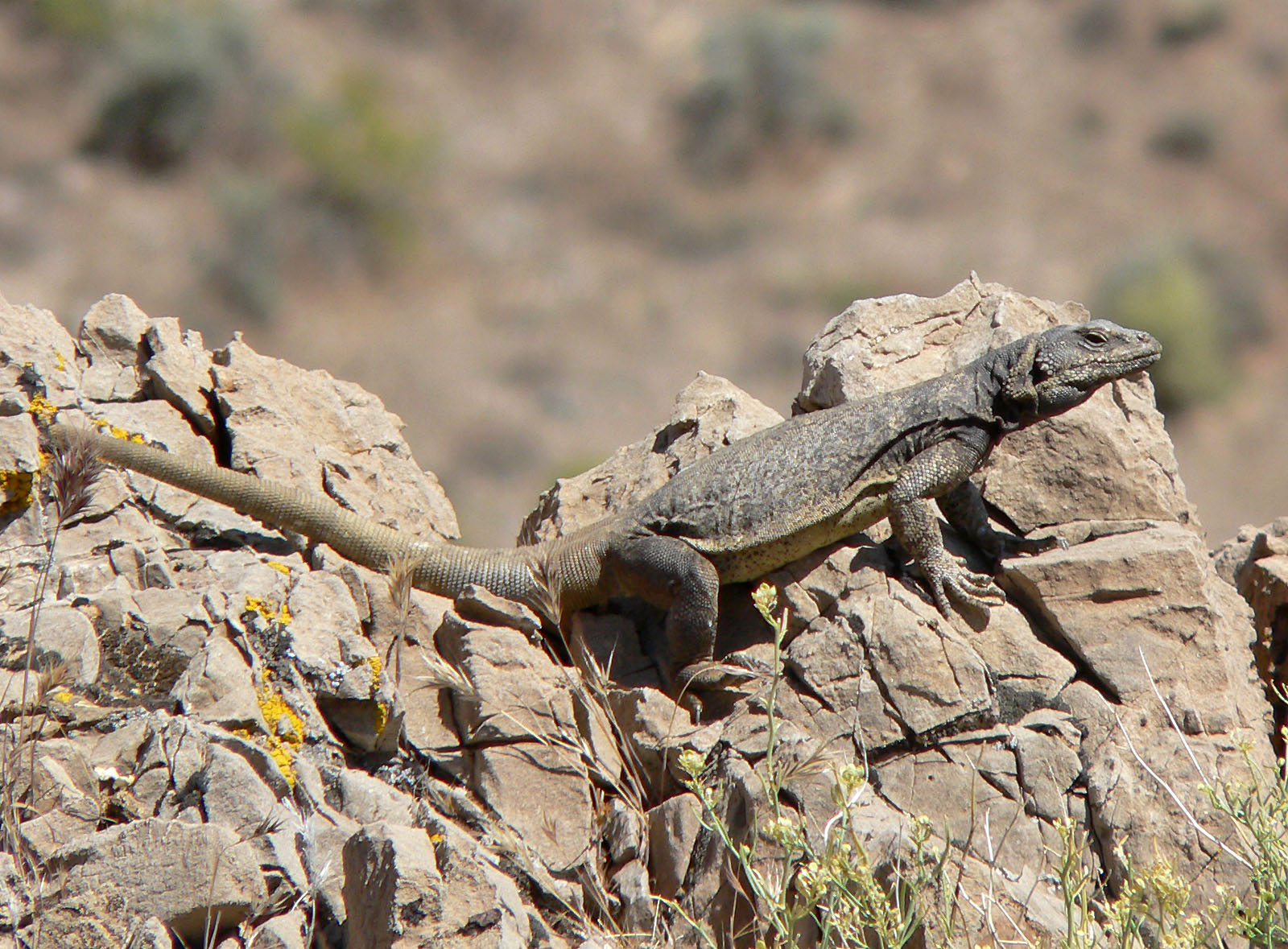
Een zonnende chuckwalla.

Zoals veel andere leguanen kunnen ze communiceren door met de kop te knikken, te gapen of het lichaam op- en neer te bewegen; het lijkt dan of ze zich opdrukken. Dit dient om vrouwtjes te lokken en concurrenten weg te jagen. Als een concurrerend mannetje zich daardoor niet laat afschrikken wordt gebeten of met de staart gemept.
De chuckwalla is eierleggend: per jaar worden twee legsels afgezet die in grootte variëren van acht tot twaalf stuks. Bij een temperatuur van rond de 30 graden Celsius komen ze na maximaal 75 dagen uit. Alleen tijdens de paartijd zijn ze territoriaal, en is het grootste mannetje de baas over alle kleinere mannetjes in de buurt. Er wordt gepaard in april tot juli, tussen juli en augustus worden de eitjes afgezet, die eind september uitkomen. De jongen die uit het ei komen hebben een lichaamslengte van ongeveer 7 tot 10 centimeter.
Chuckwallas zijn zeer taaie dieren en kunnen wel 25 jaar oud worden. Oudere exemplaren zijn behoorlijk log en hebben een waggelende manier van lopen.

## Relatie met de mens
Bij gevaar schuilen ze door snel naar een rotsspleet te vluchten en zich erin te wringen waarna ze zich opblazen met lucht, hierdoor komen ze muurvast te zitten. De oorspronkelijke bewoners van de streken waarin de chuckwalla leeft aten het vlees van de hagedis. Er zijn zelfs enkele speciale werktuigen gevonden met als doel de dieren uit de schuilplaatsen te krijgen. Deze zogenaamde 'chuckwalla-haak' bestaat uit een stok met een langwerpige als haak vastgebonden steen om ze uit de holen te trekken. Door de hagedis te prikken verdwijnt de lucht uit de longen en kan het dier zich niet langer opblazen.
Chuckwalla's danken ook de naam aan de lokale bevolking, die de hagedis tcaxxwal noemden, de latere Spanjaarden die zich koloniseerden maakten daar chacahuala van (tjacka-hoe-ala).

## Beschermingsstatus
Door de internationale natuurbeschermingsorganisatie IUCN is de beschermingsstatus 'veilig' toegewezen (Least Concern of LC).